# Vanadinkarbid
Vanadinkarbid (VC) är ett extremt hårt keramiskt material, vilket är eldfast och har högt korrosionsmotstånd.